# Вагнер, Гильермо
Гильермо Федерико Вагнер Канабаль (исп. Guillermo Federico Wagner Canabal; род. 9 января 2002, Монтевидео) — уругвайский футболист, полузащитник клуба «Монтевидео Уондерерс».

## Клубная карьера
Вагнер — воспитанник столичного клуба «Монтевидео Уондерерс». 21 февраля 2021 года в матче против «Пеньяроля» он дебютировал в уругвайской Примере.

## Международная карьера
В 2019 году Вагнер в составе юношеской сборной Уругвая принял участие в юношеском чемпионате Южной Америки в Перу. На турнире он сыграл в матчах против команд Перу и Аргентины.